# Bami

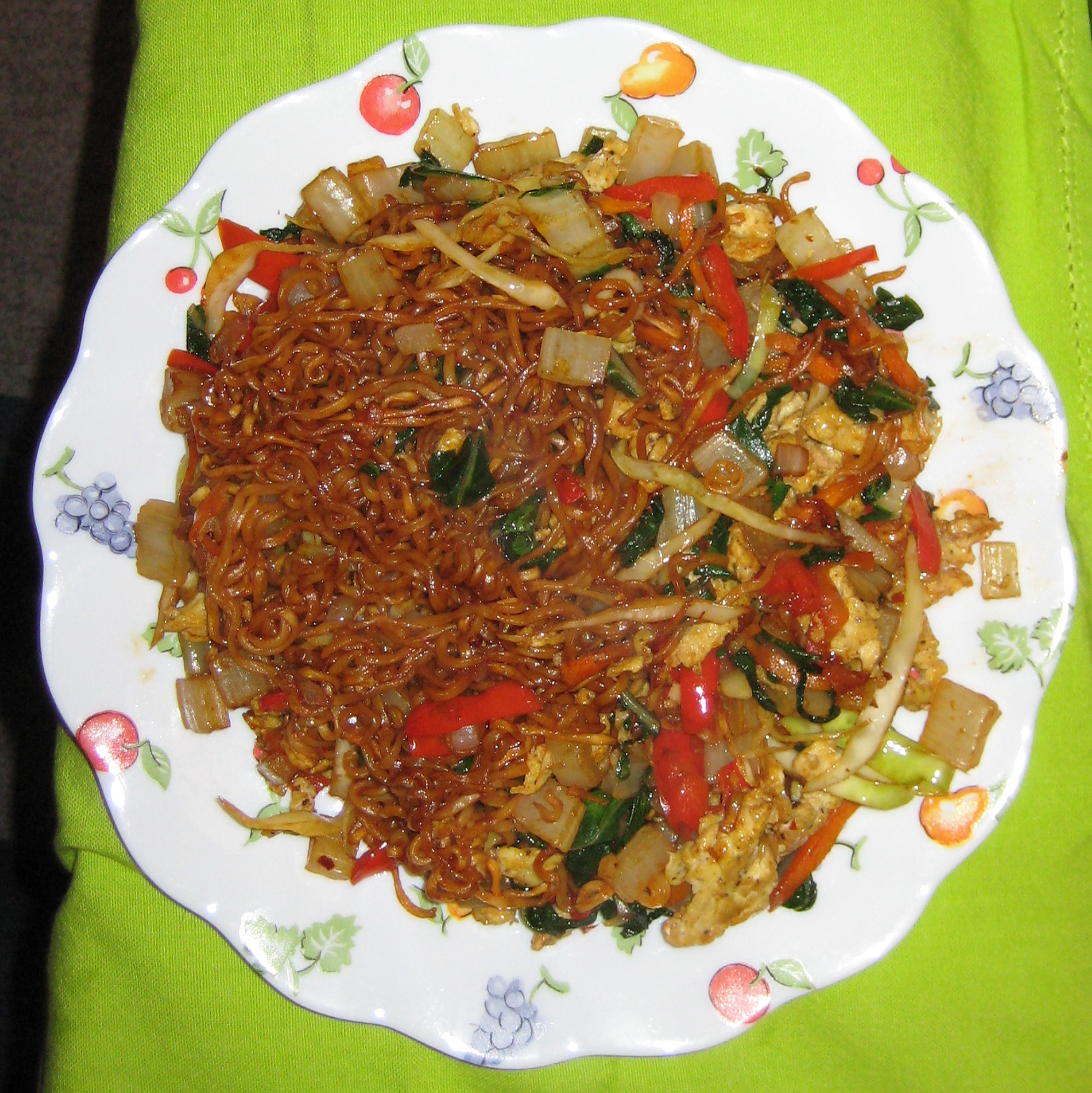
Bami Goreng

Bami (thailändisch บะหมี่) oder Bamie, Ba-Mie, Bakmi (javanisch ꦧꦏ꧀ꦩꦶ), Bakami etc., von chinesisch 肉麵, Pe̍h-ōe-jī bah-mī – „Fleisch-Mie-Nudeln“, bezeichnet Nudeln, die nicht aus Mungbohnenstärke (Glasnudeln) oder Reismehl, sondern aus Weizenmehl gefertigt werden.  Sie sind die lokale Variante der im südostasiatischen Bereich verbreiteten Mie-Nudeln.
Ein verbreitetes Gericht auf Bami-Basis in Indonesien ist Bami Goreng. In Thailand gibt es Bami Haeng Pet oder Bami Mu Daeng.